# Siphona plorans
Siphona plorans är en tvåvingeart som beskrevs av Louis-Paul Mesnil 1954. Siphona plorans ingår i släktet Siphona och familjen parasitflugor.
Artens utbredningsområde är Rwanda. Inga underarter finns listade i Catalogue of Life.